# Серхі Альтіміра
Серхі Альтіміра Клавель (ісп. Sergi Altimira Clavell, нар. 25 серпня 2001, Кардазеу) — іспанський каталонський футболіст, опорний півзахисник клубу «Реал Бетіс».

## Клубна кар'єра

### «Сабадель»
Народився в Кардазеу у Каталонії і почав займатись футболом у рідному місті, звідки у 2012 році потрапив до «Ла Масії», академії «Барселони». У 2019 році він покинув «Барсу» і приєднався до школи «Сабаделя».
29 травня 2020 року для отримання ігрової практики Альтіміра був відданий на сезон в оренду до клубу Терсери «Гранольєрс», за який дебютував 1 листопада, вийшовши на заміну в другому таймі в матчі проти «Фігераса» (7:0). Загалом за сезон він зіграв 23 гри за команду.
Після повернення в «Сабадель» тренер Антоніо Ідальго включив Альтіміру до основної команди, і 7 вересня 2021 року він продовжив контракт із клубом. Загалом Серхі зіграв 29 ігор за команду в усіх турнірах протягом сезону 2021/22 років.
Виступи Альтіміри викликали інтерес до молодого гравця зокрема з боку його колишнього клубу «Барселони». Повідомлялося, що великий інтерес був присутній також з боку «Андорри», якою володів Жерар Піке, одна з легенд каталонського клубу, а також з боку клубу Ла Ліги «Вільяреалу». Однак, незважаючи на зусилля «Барселони» підписати Альтіміру в останній день трансферного вікна в серпні 2022 року, вони не змогли домовитися про умови трансферу, в результаті чого гравець залишився у «Сабаделі» по контракту до червня 2023 року.
31 січня 2023 року Marca повідомила, що Альтіміра підписав попередній чотирирічний контракт із клубом вищого дивізіону «Хетафе», який вступить у дію після завершення контракту з «Сабаделем». 6 липня клуб офіційно оголосив про його підписання.

### «Реал Бетіс»
Втім не зігравши за нову команду жодної гри, вже за місяць, 11 серпня 2023 року Альтіміра підписав п'ятирічний контракт із «Реал Бетіс» після того, як клуб заплатив за трансфер 2 мільйони євро. Ініціатором підписання гравця став новий спортивний директор «Бетіса» Рамон Планес, який у січні 2023 року працював у «Хетафе» і займався тоді трансфером гравця до його попереднього клубу.
2 вересня 2023 року Альтіміра дебютував у Ла Лізі на «Естадіо Беніто Вільямарін» у матчі проти «Райо Вальєкано» (1:0). 27 січня 2024 року Серхі забив перший гол за «Реал Бетіс» у матчі чемпіонату проти «Мальорки», принісши своїй команди перемогу з рахунком 1:0.

## Особисте життя
Батько Альтіміри Аурелі та його двоюрідний брат Адріа також були футболістами Перший грав на позиції нападника, а другий — захисника; обидва також були вихованцями «Барселони».